# 松江名俊
松江名俊（2月11日—），日本漫畫家。東京都出身。

## 作品
漫畫
- 史上最強弟子，全5冊，原名
- 史上最強外傳 松江名俊短篇集 全1冊，史上最強弟子兼一PLUS 全1冊，原名
- 史上最強弟子兼一，全61冊 ，原名
- 常磐来也，全13冊 ，原名
- 你是008，全33冊，原名
- 吉祥寺少年！

自主製作動畫
- 原名

## 師匠
- 草場道輝
- 滿田拓也

## 助手
- 藤木俊
- 大塚志郎
- 佐々木健

## 弟子
- 松田愁

## 外部連結
- 官方网站
- 松江名俊的X（前Twitter）